# Blaste quieta
Blaste quieta är en insektsart som först beskrevs av Hagen 1861.  Blaste quieta ingår i släktet Blaste och familjen storstövsländor. Inga underarter finns listade i Catalogue of Life.